# Asura inclusa
Asura inclusa là một loài bướm đêm thuộc phân họ Arctiinae, họ Erebidae.